# Biserica Adormirea Maicii Domnului din Moisei
Biserica Adormirea Maicii Domnului din Moisei este un ansamblu de monumente istorice aflat pe teritoriul satului Moisei, comuna Moisei.

Ansamblul este format din următoarele monumente:
- Biserica de lemn „Adormirea Maicii Domnului” a fostei mănăstiri „Izvoru Negru” (cod LMI MM-II-m-A-04599.01)
- Stâlpii de piatră ai „Drumului Crucii” (cod LMI MM-II-m-A-04599.02)

## Biserica de lemn „Adormirea Maicii Domnului” a fostei mănăstiri „Izvoru Negru”
Biserica de lemn ortodoxă ucraineană a fost ctitorită în 1600 (1672) de către Sava Brancovici, Mitropolitul Transilvaniei și de Arhimandritul Mihai. Tradiția povestește că un fecior, trimis de părinți să își caute o soție, trece în Bucovina, unde se călugărește. Părinții, disperați, l-au așteptat pe locul unde fiul lucrase ultima dată, au pus o cruce, se rugau și cântau. Odată a apărut în acel loc icoana Maicii Domnului și oamenii au auzit sunt de clopot, în adâncuri. Părinții băiatului, fiind bogați, au clădit acolo o mânăstire și au cerut călugări. Venit să ceară milă pentru o mânăstire din Bucovina, cel dintâi călugăr al așezămâtului este chiar fiul cel așteptat, pe care mama sa îl recunoaște. Datele din arhiva vicariatului plasează zidirea mânăstirii la 1600. La 1672 este sfințită de Mitropolitul Transilvaniei Sava Brancovici, ocazie cu care este înființată și o fundație, menită să instruiască deieci cantori și docenți (învățători). Actul a fost întărit de Congresul Comitetului Sighet, la 10 august 1694. În 1747 mânăstirea primește o donație. În 1777 nu avea călugări, iar bunurile erau administrate de ctitori. De la 1787 a fost slujită de preoți de mir. În 1904 începe construirea unei biserici din piatră și cășii cu 7 încăperi (Petru Mihali preot). În 1933 a fost redată călugărilor bazilitani, care au mai zidit o clădire cu 10 încăperi, pentru găzduirea vizitatorilor și mai ales a preoților veniți în pelerinaj. Meșterii sunt necunoscuți. Pe peretele exterior de S este o inscripție, indescifrabilă. Biserica este amplasată în curtea unui ansamblu. Aici este o biserică nouă de piatră, o casă de locuit, fosta mânăstire, cu mai multe săli mari de mese. De-a lungul gardului este un umbrar construit din lemn. Biserica mânăstire este pe un câmp liber, vizibilă din toate părțile. Pe o fundație cu soclu înalt de piatră, stau zidurile din bârne de brad cioplite. Planul este simplu, alcătuit din pridvor, pronaos, naos și altar. Intrarea în pridvor se face lateral, pe câteva trepte. Intrarea în pronaos este pe latura mică, în axul bisericii. Pronaosul, fără ferestre, are planșeul drept. Naosul are patru ferestre și o boltire cilindrică, cu o deschidere mai mică decât nava. Două uși asigură accesul spre altarul pentagonal, cu trei ferestre. Șarpanta este într-un singur corp pe toată biserica, cu înveliș de șiță. Pe peretele de S în exterior, este aplicat un apărător învelit cu șiță, cu spațiu gol pentru ferestre și o inscripție gravată în zid. Turnul de deasupra pronaosului este mic, de secțiune octogonală, fără balcon și are două ferestre. Fundația este de piatră și mortar, var, nisip, cu piatră aparentă. Zidul portant din bârne de brad cioplite este îmbinat simplu la colțuri. Pronaosul are planșeu drept de scândură, pe ziduri se reazemă talpa care susține construcția turnului, făcută din grinzi. Podeaua este de scândură. Încă din anul 1962 de când datează fișa din arhivă, biserica părea a fi nefolosită de câteva decenii bune. La acel moment se recomanda restaurarea podelei pe o porțiune de 5 mp.